# Falk Müller
Falk Müller (Potsdam, RDA, 18 de octubre de 1984) es un deportista alemán que compitió en remo. Ganó una medalla de bronce en el Campeonato Mundial de Remo de 2005, en la prueba de cuatro con timonel.

## Palmarés internacional
| Campeonato Mundial | Campeonato Mundial | Campeonato Mundial | Campeonato Mundial |
| Año                | Lugar              | Medalla            | Prueba             |
| ------------------ | ------------------ | ------------------ | ------------------ |
| 2005               | Kaizu (Japón)      | Medalla de bronce  | Cuatro con timonel |